# Schram City
Schram City is een plaats (village) in de Amerikaanse staat Illinois en valt bestuurlijk gezien onder Montgomery County.

## Demografie
Bij de volkstelling in 2000 werd het aantal inwoners vastgesteld op 653. In 2006 is het aantal inwoners door het United States Census Bureau geschat op 629, een daling van 24 (-3,7%).

## Geografie
Volgens het United States Census Bureau beslaat de plaats een oppervlakte van 1,9 km², geheel bestaande uit land.

## Plaatsen in de nabije omgeving
De onderstaande figuur toont nabijgelegen plaatsen in een straal van 12 km rond Schram City.